# Girl Friends (манґа)
Girl Friends (яп. ガールフレンズ Gāru Furenzu) — юрі-манґа Мілк Морінаги, що з 2006 по 2010 рік виходила у видавництві Futabasha. Видана в п'яти томах. Манґа ліцензована в США компанією Seven Seas Entertainment, яка видала мангу в об'єднаних двох томах, в Тайвані компанією Sharp Point Press, у Франції компанією Taifu Comics, в Німеччині компанією Carlsen, а в Росії — видавництвом Палма Пресс. Тепер[коли?] в Росії видано чотири томи. 28 січня 2011 за мотивами манґи була випущена однойменна Drama CD.

## Сюжет
Відповідно до післямови першого тому, написаною автором, вона писала історію на основі тієї частини свого життя, коли вона вчилася в середній школі, з поправкою на технічний прогрес, наприклад, в сюжет були додані мобільні телефони.
Історія розгортається навколо Маріко Кумакури. За допомогою порад своєї подруги Акіко вона перетворюється на одну з найпопулярніших дівчаток школи, але спочатку не помічає, що її відносини з нею переростають у категорію романтичних.

## Персонажі
- Маріко Кумакура (яп. 熊倉 真理子 Кумакура Маріко), також просто Марі.

Головна героїня історії. Ввічлива і сором'язлива дівчина, часто проводить вільний час з книгою в руках. Однак дружба з Акіко змінює її і людські якості дівчини починають розвиватися по новому.
- Акіко Охасі (яп. 大橋 亜希子 О:хасі Акіко), також просто Акко.

Впевнена в собі і дуже приваблива дівчина. Її образ включає в себе стереотипні уявлення про дівчинку-підлітка, такі як зацікавленість у «потрібних» знайомствах, захоплення модою і сидіння на дієтах.
- Сатоко Сугіяма (яп. 杉山 里子 Сугіяма Сатоко), також Сугі-сан.

Весела і любляча випити дівчина. Саме вона першою помітила, що відносини Марі і Акіко переходять в романтичні. І хоча це дещо її турбує, вона воліє завжди залишатися осторонь.
- Тамамі Секіне (яп. 関根 珠実 Секіне Тамамі),

Найкраща подруга Сатоко. Отаку (обожнює манґу і аніме, у тому числі юрі-тематики).